# Krtinje
Krtinje (cyr. Кртиње) – wieś w Bośni i Hercegowinie, w Republice Serbskiej, w gminie Ljubinje. W 2013 roku liczyła 8 mieszkańców.